# Hydrellia spicornis
Hydrellia spicornis är en tvåvingeart som beskrevs av Cresson 1918. Hydrellia spicornis ingår i släktet Hydrellia och familjen vattenflugor. Inga underarter finns listade i Catalogue of Life.